# 北山修
北山 修（きたやま おさむ、1946年〈昭和21年〉6月19日 - ）は、日本の精神科医・臨床心理学者・作詞家・歌手。九州大学名誉教授、白鷗大学名誉教授、白鷗大学学長。専門は臨床精神医学、精神分析学。元日本精神分析学会会長。

## 人物
兵庫県洲本市生まれ、京都府京都市育ち。洛星中学校・高等学校、京都府立医科大学医学部卒業。学位は、医学博士。白鷗大学副学長を経て現学長。九州大学名誉教授、白鷗大学名誉教授。
『みんなの精神科』『みんなの深層心理分析』（講談社+α文庫）、『劇的な精神分析入門』（みすず書房）など著書多数。特に、イギリスの小児科医で、後に小児精神分析家に転進したドナルド・ウィニコットに関する研究では、日本の第一人者。
また、フロイトやユングがグリム童話を精神分析学の観点で分析していた事を参考に、自らも「夕鶴」などの日本の童話の分析も行っている。

## 医師としての略歴
1965年洛星高等学校卒業。1972年京都府立医科大学卒業。
札幌医科大学内科研修生として2年間勤務した後、ロンドンのモーズレイ病院およびキングス・カレッジ・ロンドン精神医学研究所 (IoP) にて2年間研修。
1980年、北山医院（北山研究所を経て、現：南青山心理相談室）を開設。精神分析家・心理療法家として活動する。
1991年、九州大学教育学部助教授に就任。1994年、同教授。1998年、九州大学大学院人間環境学研究院教授。2001年より同大学院医学研究院教授を兼任。2010年3月、九州大学を定年退職。
2010年4月より南青山心理相談室顧問。白鷗大学教育学部特任教授に就任。
2011年4月、国際基督教大学教養学部客員教授に就任。
2013年4月、白鷗大学副学長に就任。
2017年3月、白鷗大学副学長および国際基督教大学教養学部客員教授退任。
2021年4月より白鷗大学学長に就任。

## 音楽活動
元々はカントリー・ミュージックをやっており、中高の後輩でもある豊田勇造らと学校のある衣笠山にちなんだバンド「衣笠マウンテンボーイズ」でギタリストを務めていた。
大学時代に加藤和彦と出会い、関西フォークブームの出発点となる「ザ・フォーク・クルセダーズ」を結成する。1970年前後のフォークブームでは関西、京都フォークの中心的人物の一人として活躍した。『戦争を知らない子供たち』『あの素晴しい愛をもう一度』『風』『花嫁』『白い色は恋人の色』『初恋の人に似ている』『レッツ・ゴー・サザエさん』などの作詞でも有名。『戦争を知らない子供たち』で日本レコード大賞作詞賞を受賞。『さらば恋人』は堺正章の歌で大ヒットを記録した。なお、彼の書く詞の内容は「9割が実話」だという（2011年7月25日放送のきたやまおさむのレクチャー&ミュージック内にて本人談）。
1968年、大島渚監督の映画『帰ってきたヨッパライ』にフォークルとして出演。
その頃の著書に、『くたばれ!芸能野郎』（自切俳人名義・自由国民社）、『戦争を知らない子供たち』『ピエロのサム』（ブロンズ社）、『さすらい人の子守唄』（角川書店）、『ピエロの唄 北山修青春詞歌集』（角川文庫）、『止まらない回転木馬』『サングラスの少女』（中央公論社）などがある。
精神科医を目指して音楽界から退いたのち、ロンドンに留学。ロンドン留学中に書きためた曲をアルバム『12枚の絵』として発表。同アルバムには、作曲・演奏・コーラスとして加藤和彦・杉田二郎・石川鷹彦が参加している。
1977年から1978年には「自切俳人（ジキルハイド）」の名前でニッポン放送「オールナイトニッポン」木曜1部のパーソナリティを務めた。1978年に「自切俳人のオールナイトニッポン」の名物コーナーを本にした『真夜中の辞典』（自切俳人監修・ペップ出版）、1979年に『秘密の京都』（自切俳人著・経済界リュウブックス）を出版。1979年、自切俳人とヒューマン・ズーのアルバムとして『自切俳人のゴールデン・アルバム』を発表。ちなみに同アルバムには、オールナイトニッポンで好評だった『孤独のマラソン・ランナー』『世界は君のもの』も収録されている。
1980年、大森一樹監督の映画『ヒポクラテスたち』に自切俳人として出演。
1981年、自分が作詞したヒット曲を自ら歌ったアルバム『北山修青春詞歌集』を発表。
1982年から1985年まで、コンサート 夏の時代を企画・構成。京都市の円山公園音楽堂などで開催（2000年にも「コンサート 夏の時代2000」を開催）。
1986年、とんねるずの歌『寝た子も起きる子守唄』を作詞。
1988年、野村恵一監督の映画『森の向う側』（原作は村上春樹の「土の中の彼女の小さな犬」）に「きたやまおさむ」として主演。
1990年代にもヒューマン ズー（現メンバー：きたやまおさむ・平井宏・兼松豊・赤木一孝・松崎博彦・坂庭省悟・進藤了彦・城田じゅんじ）のメンバーとして音楽活動を継続。ヒューマン ズーのアルバムとして『ヒューマン ズー コレクション』などが出ているが、メンバーの坂庭、城田を欠いた現状では継続の見通しは不透明である。
1996年、フジテレビ「ポンキッキーズ」挿入歌『メロディ』を作詞（作曲は加藤和彦）。
2002年7月、加藤和彦、坂崎幸之助と「ザ・フォーク・クルセダーズ」（第3次）を新結成。同年11月17日、NHKホールにて行われた「ザ・フォーク・クルセダーズ新結成記念解散音楽會」に出演。同名ライブCD『ザ・フォーク・クルセダーズ新結成記念解散音楽會』のほか、CD『戦争と平和』『フォークル「DAIKU」を歌う』を発表した。
2003年、市川猿之助のスーパーカブキ「新三国志3」のテーマソング『愛と未来のために』を作詞（作曲は加藤和彦）。同年、「第19回国民文化祭ふくおか2004『とびうめ国文祭』」のイメージソング『人生号 Jinsei−GO!』を作詞（作曲は甲斐よしひろ、歌は氷川きよし）。
2004年、野村恵一監督の映画『天使は自転車に乗って』に出演。
2005年、『こころを癒す音楽』（講談社こころライブラリー）出版。
2006年2月12日、大阪・フェスティバルホールで『きたやまおさむ ザ・還暦コンサート』を開催。主な出演者は、きたやまおさむ、ヒューマン ズー、杉田二郎、加藤和彦、坂崎幸之助、兵庫芸術文化センター管弦楽団。加藤和彦作曲による『帰ってきたヨッパライの主題による交響楽的深層心理学試論＜私は2度死ぬ＞ハ長調 作品13』が演奏された。同名ライブCD『The Kanreki:きたやまおさむ還暦コンサート』も発表。同年2月、みすず書房から対談集『ふりかえったら風 対談 1968−2005』（全3巻）を北山修の巻・キタヤマオサムの巻・きたやまおさむの巻で出版。同年9月10日、埼玉県狭山市の稲荷山公園で開催された『HYDEPARK MUSIC FESTIVAL 2006』では、「ポーク・クルセダーズ」を名乗り加藤和彦・坂崎幸之助ともに「足柄金太」の変名で出演した。また、この年にはNHK教育「おかあさんといっしょ」に加藤の作曲で「ありがとう おかあさん」を提供。
2007年、CDブック『今語る あの時 あの歌 きたやまおさむ ―ザ・フォーク・クルセダーズから還暦まで―』インタビュー＆テキスト前田祥丈（アートデイズ ISBN 978-4-86119-086-5）出版。
2008年12月、自らの100作品を納めた『北山修／きたやまおさむ 百歌撰』を出版、それに関連して、2009年2月、ニッポン放送開局55周年記念番組『あの素晴しい愛をもう一度』に出演し、現在大多数が廃盤になっている本人の作品等を披露した。
2009年4月、NHK-FM放送にて冠番組『きたやまおさむのレクチャー&ミュージック』の放送が開始される。
2009年10月の加藤和彦の死去に際しては朝日新聞と産経新聞に「きたやまおさむ」名義で追悼コメントを寄せた。それらの中で「すべてが一流の演奏者」と評し、一人の人物の中に音楽家と演出家という、2つのあり得ない役割が両立できるがゆえに、なかなか自身は満足が得られない天才の不幸を指摘。老後をともに過ごす楽しみを失った友人として、また病を食い止めるべき精神科医としての無念を記している。10月19日に関係者だけで行われた加藤の密葬では出棺前に挨拶し、「加藤君には2人の人間がいた。1人は楽しく明るく前向き。もう1人は厳しく完全主義で怒ると怖い人。今回はそのもう1人が自分を殺してしまったんだと思う。曲を制作する時は人の意見も聞いてくれたんだけど、最後の幕引きでみんなの意見を聞いてくれなかった」と述べた。
2010年3月、九州大学を定年退職。以降は一医師としての臨床活動及び後進の指導を始めるが、それまでの僅かな間、再びテレビ出演。顔出しでのテレビ出演は北山にとって実に40年ぶりのこととなった。九州大学では、定年退職を記念して3月21日に『さよならコンサート』が行われ、その模様はNHK BS2で同年5月2日に放送された。このコンサートでは「愛し伊都の国」（九州大学伊都キャンパスゾーンにオープンした嚶鳴天空広場のテーマソングで、教え子の稲永要が作曲）、「七色の光の中で」（加藤の死から受けた感情をしたためた歌で、坂崎幸之助が作曲）の2曲の新作を発表している。2010年5月3日・10日には、NHK-FMで『きたやまおさむの九大ファイナルレクチャー』（後11:00 - 前0:00）と題し、最後の授業などが放送された。
また『北山修 最後の授業 テレビのための精神分析入門』（全4回）がNHK教育テレビで放送された（2010年7月26日 - 29日、後10:25 - 10:50）。北山は「精神科医は楽屋を見せてはいけない」とプライバシーを外に出すことを禁忌としているが、今回初めて授業にテレビカメラを入れ、それを意識した講義内容となっている。なお、著作『最後の授業』にはノーカット全文収録。
同年4月8日に東京メルパルクTOKYO（旧郵貯ホール）、10日に大阪サンケイホールブリーゼにおいて『きたやまおさむ レクチャー&ミュージック「ライブ・コンサート・生きてます!」』を開催。加藤和彦の死にうちのめされ音楽活動をやめようと考えていたとき、博多で北山作品を歌ってきたバンドのライブに招待され、再び立ち上がることを決意した、と述べる。そのバンド「D50ShadowZ（デゴマルシャドウズ）」は、この2日に限り「行徳伸彦とOK退職記念バンド」と名乗り、数々の北山作品を披露。間にトークを挟み、後半は北山も参加して歌った。ここでは「七色の光の中で」と同じく加藤和彦の死に際しての気持ちを北山が作詞、行徳が作曲した「早く逝こうとする君」を初演した。
2011年6月、D50ShadowZと共同で新作アルバム「あの素晴しい愛をもう一度」を発売、「早く逝こうとする君」も収録されることとなった。
2012年6月、大阪サンケイホールブリーゼを会場に「よいよいよい祭」を自ら企画・演出。前年に終わった京都「宵々山コンサート」（これまで自切俳人での出演はあったが、ラストはきたやまおさむとして飛び入り出演）の文化を継承し、みんなが「よいよいよい」になることを目指したコンサートである。共演者に高石ともや、杉田二郎、城田じゅんじ、そしてゲストには永六輔が参加。
2013年3月、坂崎とコンビを組み、フォークル時代の曲や加藤のソロ時代曲、未発表音源などを利用して第4次フォーク・クルセダーズとして「若い加藤和彦のように」を発表。
2017年4月23日、KBS京都開局65周年企画「京都フォーク・デイズ ライブ～きたやまおさむ～と京都フォークの世界」を開催。このイベントにはフォーク・クルセダーズ時代の盟友であったはしだのりひこも参加し、北山と約46年ぶりに共演した。そしてはしだはその年の12月に死去したためこれが公の場に姿を見せた最後の場となった。
2019年8月7日、CD「きたやまおさむ自選集・良い加減に生きる」 をユニバーサルミュージックから発売。
2022年7月に白鷗大学の名誉教授で評議員でもあった山本コウタローが死去した際には大学ウェブサイトを通じてコメントを寄せ、50年前に音楽を通して出会い趣味の合う関係で、その後ともに東京ヤクルトスワローズのファンであると知ったことも紹介した上で、「私の分身のように思っていた先生の訃報は、自分の身体がもぎ取られるようで大変辛く、悲しみに耐えません。」と悼んだ。
2023年4月29日、埼玉県狭山市「県営狭山稲荷山公園」内の特設会場で開催された「ハイドパーク・ミュージック・フェスティバル 2023」に、加藤和彦トリビュートバンド「トノバンズ」の一員として出演した。メンバーは、きたやまおさむ・松山猛・坂崎幸之助・白井貴子・Petty Booka・CHIHANA・佐野史郎・高野寛（G）・澤部渡（G・fromスカート）・佐藤優介（Key）・河合徹三（B）・上原裕（Dr）・平松稜大（fromたけとんぼ）。

## 著書

### 単著

#### 精神分析学関係
- 1982年『悲劇の発生論――精神分析の理解のために』金剛出版
- 1985年『錯覚と脱錯覚――ウイニコットの臨床感覚』岩崎学術出版社
- 1988年『心の消化と排出――文字通りの体験が比喩になる過程』創元社
- 1993年
  - 『見るなの禁止』北山修著作集・第1巻、岩崎学術出版社
  - 『言葉の橋渡し機能』北山修著作集・第2巻、岩崎学術出版社
  - 『自分と居場所』 北山修著作集・第3巻、岩崎学術出版社
- 1997年
  - 『みんなの精神科』講談社＋α文庫（きたやまおさむ名義）
  - 『みんなの深層心理』講談社＋α文庫（きたやまおさむ名義）
- 2001年
  - 『幻滅論』みすず書房
  - 『精神分析理論と臨床』誠信書房
- 2007年『劇的な精神分析入門』みすず書房
- 2009年『覆いをとること・つくること』岩崎学術出版社
- 2010年
  - Prohibition of Don’t Look: Living through Psychoanalysis and Culture in Japan 岩崎学術出版社
  - 『最後の授業――心をみる人たちへ』みすず書房
- 2013年『評価の分かれるところに――「私」の精神分析的精神療法』誠信書房
- 2014年『意味としての心――「私」の精神分析用語辞典』みすず書房
- 2017年
  - 『定版 見るなの禁止──日本語臨床の深層』岩崎学術出版社
  - 『「内なる外国人」──Ａ病院症例記録』みすず書房

#### 文化論関係
- 1969年『くたばれ芸能野郎』自由国民社
- 1971年
  - 『戦争を知らない子供たち』ブロンズ社のち角川文庫
  - 『さすらいびとの子守唄』角川書店のち文庫
- 1973年『ピエロの唄』角川書店のち文庫
- 1975年
  - 『白いクジラの泳ぐ空』（広野勝絵）ブロンズ社
  - 『止まらない回転木馬』中央公論社のち文庫
- 1977年『人形遊び――複製人形論序説』中央公論社のち文庫
- 1979年『サングラスの少女』中央公論社
- 1981年『ジョン・レノン――All that John Lennon1940-1980』（共著）中央公論社
- 1983年『人形は語らない――出会いの不在－不在との出会い』朝日出版社
- 1985年
  - 『うい・あー・のっと・ざ・わーるど』彩古書房
  - 『他人のままで』集英社（きたやまおさむ名義）
- 1987年『ビートルズ』講談社現代新書（きたやまおさむ名義）
- 1999年『心のカタチ、心の歌』講談社（きたやまおさむ名義）
- 2005年 - 2006年『ふりかえったら風』1,2,3巻、みすず書房
- 2008年『北山修／きたやまおさむ 百歌撰』（編著）ヤマハミュージックメディア
- 2009年『ビートルズを知らない子どもたちへ』アルテスパブリッシング（きたやまおさむ名義）
- 2012年『帰れないヨッパライたちへ』きたやまおさむ、NHK出版新書（きたやまおさむ名義）
- 2016年『コブのない駱駝――きたやまおさむ「心」の軌跡』岩波書店（きたやまおさむ名義）2021年・岩波現代文庫
- 2021年『ハブられてもて生き残るための深層心理学』岩波書店（きたやまおさむ名義）
- 2024年『「むなしさ」の味わい方』岩波新書（きたやまおさむ名義）

### 共著・編著
- 1993年
  - 『こころから言葉へ』（共著）弘文堂
  - 『改訂版・精神医学辞典』（編著）弘文堂
- 1996年 『日本語臨床1 恥』（編著）星和書店
- 1997年 『日本語臨床2 〈自分〉と〈自分がない〉』（編著）星和書店
- 1999年 『日本語臨床3 〈甘え〉について考える』（編著）星和書店
- 2001年 『阿闍世コンプレックス』（編著）創元社
- 2002年 『精神分析事典』（編著）岩崎学術出版社
- 2004年 『語り・物語・精神療法』（編著）日本評論社
- 2005年
  - 『こころを癒す音楽』（編著）講談社
  - 『共視論』（編著）講談社選書メチエ
- 2006年 『日常臨床語辞典』（編著）誠信書房
- 2007年 『今語る あの時 あの歌 きたやまおさむ――ザ・フォーク・クルセダーズから還暦まで』（共著）アートデイズ
- 2008年 『現代フロイト読本』1・2（編著）みすず書房
- 2009年
  - 『罪の日本語臨床』（編著）創元社
  - 『日本人の〈原罪〉』（共著）講談社現代新書
- 2011年 『フロイトと日本人――往復書簡と精神分析への抵抗』（編著）岩崎学術出版社
- 2012年 『幻滅と別れ話だけで終わらない ライフストーリーの紡ぎ方』（よしもとばななとの共著）朝日出版社
- 2019年 『良い加減に生きる　歌いながら考える深層心理』（共著）講談社現代新書

### 分担執筆（主要なもののみ掲載）
- 1982年
  - 「〈この国〉における父と母の位置づけ」、馬場謙一編『青年期の精神療法』金剛出版
  - 「治療の終結」、小此木啓吾他編「精神分析セミナー」岩崎学術出版社
- 1986年 「多重人格」、詫磨武俊監修「パッケージ・性格の心理3「問題行動と性格」」ブレーン出版
- 1989年
  - 「移行期における〈わたし〉の危機」、河合隼雄編『心とは（岩波講座 転換期における人間3）』岩波書店
  - 「文化と精神療法」、河合隼雄編『臨床心理学大系9 心理療法3』金子書房
- 1999年 「対象関係論」、岩崎徹也・小出浩之編『臨床精神医学』第15巻、中山書店
- 2006年 「母性と心身一如性」、日本女性心身医学会編『女性心身医学』永井書店

### 翻訳
- 1979年
  - H・ブレイサー『ぼく自身のノオト』人文書院
  - S・ラックマン『恐怖の意味――行動療法の立場から』誠信書房
- 1982年 M・ラター／L・ハーソブ編『最新児童精神医学』（共訳）ルーガル社
- 1985年 M.クライン著作集4『妄想的分裂的世界』（共訳）誠信書房
- 1988年 D・W・ウィニコット『小児医学から児童分析へ――ウイニコット臨床論文集1』（監訳）岩崎学術出版社
- 1989年 D・W・ウィニコット『抱えることと解釈――精神分析治療の記録』（監訳）岩崎学術出版社
- 1990年 D・W・ウィニコット『児童分析から精神分析へ――ウィニコット臨床論文集2』（監訳）岩崎学術出版社
- 1996年 P・マホーニィ『フロイトの書き方』（監訳）誠信書房
- 2002年 D・W・ウィニコット『ウィニコット書簡集』（共監訳）岩崎学術出版社
- 2005年 J・ストレイチー『フロイト全著作解説』（編集・監訳）人文書院
- 2006年 S・フロイト『「ねずみ男」精神分析の記録』（編集・監訳）人文書院
- 2008年
  - J・サンドラー他『患者と分析者――精神分析の基礎知識 第2版』（共監訳）誠信書房
  - P・フォナギー『愛着理論と精神分析』（共監訳）誠信書房

## 出演

### ラジオ
- 徳光和夫 とくモリ!歌謡サタデー（2021年9月25日、ニッポン放送） - 「徳さんの千客万来」ゲスト
- 上柳昌彦 あさぼらけ（2023年10月16日、ニッポン放送)  - 「ウルトラヒットの道標」ゲスト
- 爆笑問題の日曜サンデー  (2019年7月7日、TBSラジオ)  -「ここは赤坂応接間」ゲスト
- サバイバル宣言（ABCラジオ）
- ニューミュージック・フォーラム（エフエム大阪）

### テレビ
- 視点・論点「「むなしさ」を生きる」（2025年5月7日、NHK Eテレ）

### 精神医学関係
- 精神分析学
  - ジークムント・フロイト
  - ドナルド・ウィニコット
  - 小此木啓吾
- 臨床心理学

### 音楽関係
- ザ・フォーク・クルセダーズ（加藤和彦・はしだのりひこ・坂崎幸之助）
- ジローズ（杉田二郎）
- ザ・ナターシャー・セブン（高石ともや・城田じゅんじ・坂庭省悟・木田高介）
- 宵々山コンサート
- コンサート 夏の時代
- ザ・ハプニングス・フォー
- シモンズ
- 谷村新司
- 堺正章
- ダウン・タウン・ブギウギ・バンド
- サザエさん
- 永六輔 - 永の番組の常連ゲストだった。